# 駐象牙海岸臺北代表處
駐象牙海岸臺北代表處（法語：Bureau de Représentation de Taipei en Côte d'Ivoire），亦稱駐象牙海岸代表處，是中華民國政府派駐象牙海岸共和國的代表機構。
象牙海岸政府派駐臺灣的代表機構則是象牙海岸共和國駐臺北名譽領事館。

## 歷史
2017年1月1日，原本由經濟部國際貿易局所設立的遠東貿易服務中心駐象牙海岸辦事處基於業務考量而暫停運作，並改由駐奈及利亞聯邦共和國臺北貿易辦事處、駐法國台北代表處共同管轄。
2022年11月12日，中華民國外交部表示，為持續協助臺商拓展非洲市場與爭取商機，於行政首都暨第1大城阿比让設立具大使館功能的駐象牙海岸臺北代表處。2023年2月，由辛繼志擔任首位代表。
代表處目前暫不辦理領務與兼轄國家，領務由駐奈及利亞聯邦共和國臺北貿易辦事處、駐法國臺北代表處辦理。
在中華民國駐外單位聯合網站中，原有駐象牙海岸代表處的網頁，但不久後便移除，外交部於2023年8月回應「因該網站後台管理系統資安需求較高，仍由當地電信公司協助架設中，待施工完成並測試驗收後，將重新開放供外界參考。」2024年8月再度回應「因部分技術問題仍待克服，故尚未上線，俟相關問題解決後將儘速上線。」遲至9月時可正常瀏覽。

## 歷任代表
| 姓名   | 到任          | 離任 | 外交銜級 對外名義 | 外交職務 本職職務 | 備註     | 備註 |
| ------ | ------------- | ---- | ----------------- | ----------------- | -------- | ---- |
| 辛繼志 | 2023年1月11日 | 現任 | 代表              | 公使              | [ 註 1 ] |      |